# Ärtvecklare
Ärtvecklare (Cydia nigricana) är en liten fjäril i familjen vecklare. Den lever som larv bland annat på ärtor och inom jordbruket betraktas den därför som en skadeinsekt. 

## Kännetecken
Den fullbildade fjärilen har en vingbredd på 12-16 millimeter. Till utseendet är den ganska oansenlig, framvingarna är gråbruna och lite spräckliga, med omväxlande mörkare och ljusare, lite sneda streck längs framkanten. Det finns också några mörkare teckningar nära kanten ytterst på vingen. Även bakvingarna är gråbruna, men till skillnad från framvingarna utan någon påfallande teckning. Vid vila håller fjärilen vingarna taklagda över kroppen. 
Larven har mörkt huvud och gulvit kropp med mörka prickar längs sidorna. Den är inte mer än cirka 2 millimeter lång när den kläcks, men i det sista larvstadiet når den en längd på 12 millimeter eller något mer.

## Levnadssätt
Som andra fjärilar genomgår ärtvecklaren en livscykel som innefattar fullständig förvandling. Flygtiden börjar på försommaren. Honorna söker upp lämpliga värdväxter, förutom odlade ärtor även arter i vickersläktet och vialsläktet, på vilka de lägger ägg. Efter kläckningen tar sig larven in i en av värdväxtens baljor där den sedan äter på fröna. Då larven genomgått det sista larvstadiet lämnar den värdväxtens balja. Övervintringen sker under marken. Larven spinner en kokong i vilken den tillbringar vintern. Den förpuppar sig nästföljande år och då flygtiden börjar kommer den fram som en fullbildad fjäril.